# 亨利一世 (英格兰)
亨利一世（英語：Henry I；约1068年—1135年12月1日），自1100年至1135年亡故期间为英格兰国王。亨利是征服者威廉第四子，接受过拉丁语与自由七艺教育。1087年威廉亡故，亨利的两名兄长短袜罗贝尔和红发威廉各自继承诺曼底和英格兰，而亨利却未得分寸土地。亨利自罗贝尔处购得诺曼底西部的科唐坦伯爵领地，但在1091年为两名兄长所废黜。亨利逐渐在科唐坦重建自己的权势根基，与红发威廉结盟对抗罗贝尔。
兄长威廉因狩猎事故意外身亡时，亨利与他同在英格兰，遂趁机夺取英格兰王位，加冕之时，承诺要匡正威廉诸多不得人心的政策。亨利与苏格兰的玛蒂尔达成婚，两人育有两个存活下来的子女玛蒂尔达皇后和威廉·阿德林；他还与许多情妇育有众多非婚生子女。罗贝尔在1101年自诺曼底入侵，与亨利争夺英格兰的统治权；这场军事战役最终以协商达成和解，确认亨利为国王。但和平未久，亨利于1105年及1106年两度入侵诺曼底公国，最终在坦什布赖战役击败罗贝尔。亨利将罗贝尔囚禁至死。法兰西国王路易六世、佛兰德伯爵博杜安七世、安茹伯爵富尔克五世都对亨利在诺曼底的统治加以挑战，他们力挺罗贝尔之子威廉·克利托与他争位，在1116年至1119年间支持诺曼底公国境内一场大规模叛乱。亨利在布雷米勒战役取胜后，于1120年与路易达成有利自己的和平协议。
时人视亨利为严苛却卓有成效的统治者，他在英格兰和诺曼底巧妙驭制众贵族。在英格兰，亨利借鉴既有的盎格鲁-撒克逊司法、地方政府、税收制度，同时还增设诸如王室财政署和巡回法官等更多机构来强化这一制度。诺曼底也凭借渐趋完备的司法及财政署制度来治理。运作亨利这套制度的官员，许多都是出身微末的“新人”，而非来自高门世家，他们凭借理政能力而得擢升。亨利鼓励教会改革，但在1101年与坎特伯雷大主教安塞尔姆卷入一场严重纷争，最终于1105年通过妥协方式解决。亨利支持克吕尼修会，在英格兰和诺曼底高级神职人员的选拔上发挥重要作用。
亨利的儿子威廉在1120年白船海难中溺亡，致使王位继承问题陷入疑云。亨利续弦第二位妻子鲁汶的阿德莉萨，期望能再得子，但二人婚后未有子嗣。亨利为此宣布自己女儿玛蒂尔达为继承人，将她许配给安茹的若弗鲁瓦。亨利与这对夫妇间关系日趋紧张，与安茹接壤的诺曼底边境地区也掀起战事。亨利在患病一周后，于1135年12月1日亡故。尽管亨利属意玛蒂尔达继承王位，但英格兰国王之位最终还是由他的外甥布卢瓦的艾蒂安承继，由此引发一段内战频仍的乱世，史称无政府时期。

## 早年（1068年—1099年）

### 童年与外貌（1068年—1086年）
亨利可能于1068年夏季或年末数周出生在英格兰约克郡的塞尔比镇。亨利的父亲是诺曼底公爵征服者威廉，他在1066年入侵英格兰后，成为英格兰国王，他的领地延伸至威尔士。诺曼入侵造就盎格鲁-诺曼统治阶级，让许多人在英吉利海峡两岸皆拥有地产。这些盎格鲁-诺曼贵族通常与法兰西王国联系紧密，彼时法兰西王国只是诸多伯爵领地和众多小国的松散聚合，国王仅为其名义上的统领。亨利的母亲佛兰德的玛蒂尔德是法兰西国王罗贝尔二世的外孙女，亨利这个名字可能是其母用她舅舅法兰西国王亨利一世的名字命名。
亨利是威廉和玛蒂尔德四个儿子中最幼者。亨利外貌酷似三名兄长短袜罗贝尔、里夏尔、红发威廉，诚如历史学家戴维·卡彭特。所述，他“矮小敦实，胸肌发达”，有着一头黑发。由于年龄差距，且里夏尔早亡，亨利与几位兄长相处的时间可能相对较少。亨利与姐姐阿代勒年齿相近，两人很可能彼此熟悉。亨利的早年鲜有文献记载；历史学家沃伦·霍利斯特和凯瑟琳·汤普森认为他多数情况下在英格兰长大，而朱迪思·格林则主张他起初在诺曼底公国成长。亨利可能受教会教育，也可能由国王的御前大臣索尔兹伯里主教奥斯蒙施教；目前尚不确定亨利的父母是否有意让他入神职人员之列。同样也不清楚亨利所受教育程度如何，但他大抵能阅读拉丁文，且有一定自由七艺知识背景。亨利受过教官罗贝尔·阿沙尔的军事训练，于1086年5月24日受父亲册封为骑士。

### 遗产继承（1087年—1088年）

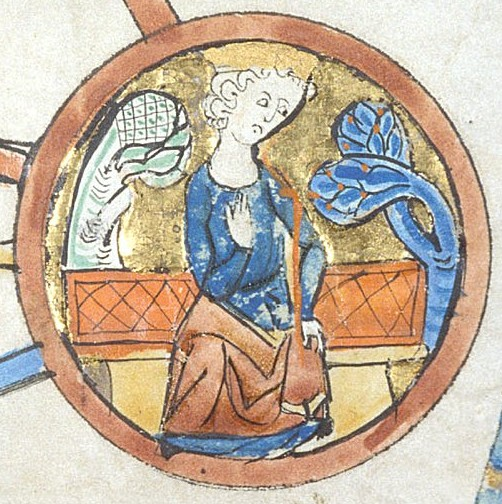
13世纪描绘亨利的画作

1087年，威廉在韦克桑征战中身负重伤。9月，亨利赶赴鲁昂附近，陪伴在弥留之际的父亲身边，国王遂在几个儿子间分配自己财产。彼时西欧的继承规则并不明确；在法兰西部分地区，长子继承制（即长子继承头衔）正日渐兴起。而在诺曼底、英格兰等欧洲其他地区，传统做法是分割土地，祖传土地常被视为最贵重的部分，由长子继承，而幼子则分得面积较小的土地，或新近所得的土地份额或地产。
威廉析分土地时，似乎遵循诺曼底传统，区分他所继承的诺曼底与经过战争取得的英格兰。威廉的次子里夏尔已于狩猎时意外身故，遂留亨利和两名兄长继承威廉的地产。长子罗贝尔尽管在父亲死时正举兵反叛，但仍获得诺曼底。英格兰则分给深得垂死国王宠爱的红发威廉。亨利获得大笔钱财，通常记载为5,000英镑，且有望继承已故母亲位于白金汉郡和格洛斯特郡的些许薄田。威廉在卡昂的葬礼遭到当地一名男子愤怒抗议，亨利可能曾用银子贿买抗议者，以解决此争端。
罗贝尔返回诺曼底，本期望能兼得诺曼底公国和英格兰王国，却见红发威廉已渡海加冕为英格兰国王。兄弟二人在遗产继承上分歧很大，罗贝尔旋即计划入侵英格兰以夺取王位，且得英格兰数位显要贵族反叛红发威廉的助力。亨利留在诺曼底，在罗贝尔宫廷中谋得地位，可能因为他不愿公然归附红发威廉，又或者是因为罗贝尔若见他试图离去，可能借机没收他所继承的钱财。红发威廉没收亨利在英格兰的新得地产，使亨利无地可依。
1088年，罗贝尔入侵英格兰的计划受挫，便向亨利求助，想借他部分遗产，遭到亨利拒绝。随后亨利和罗贝尔达成另一项协议，罗贝尔任命亨利为诺曼底西部的伯爵，亨利则支付3,000英镑来交换。亨利的领地是个新伯爵领地，涉及科唐坦的公爵权力可以由他来代为行使，其地跨阿夫朗钦，掌控两地的主教辖区。也使亨利对两位重要诺曼领主阿夫朗什的于格、里夏尔·德勒维耶及圣米歇尔山修道院（其土地在诺曼底公国境内延展更广）颇有影响。罗贝尔的入侵军队未能离开诺曼底，红发威廉得以安坐英格兰王位。

### 科唐坦伯爵（1088年—1090年）

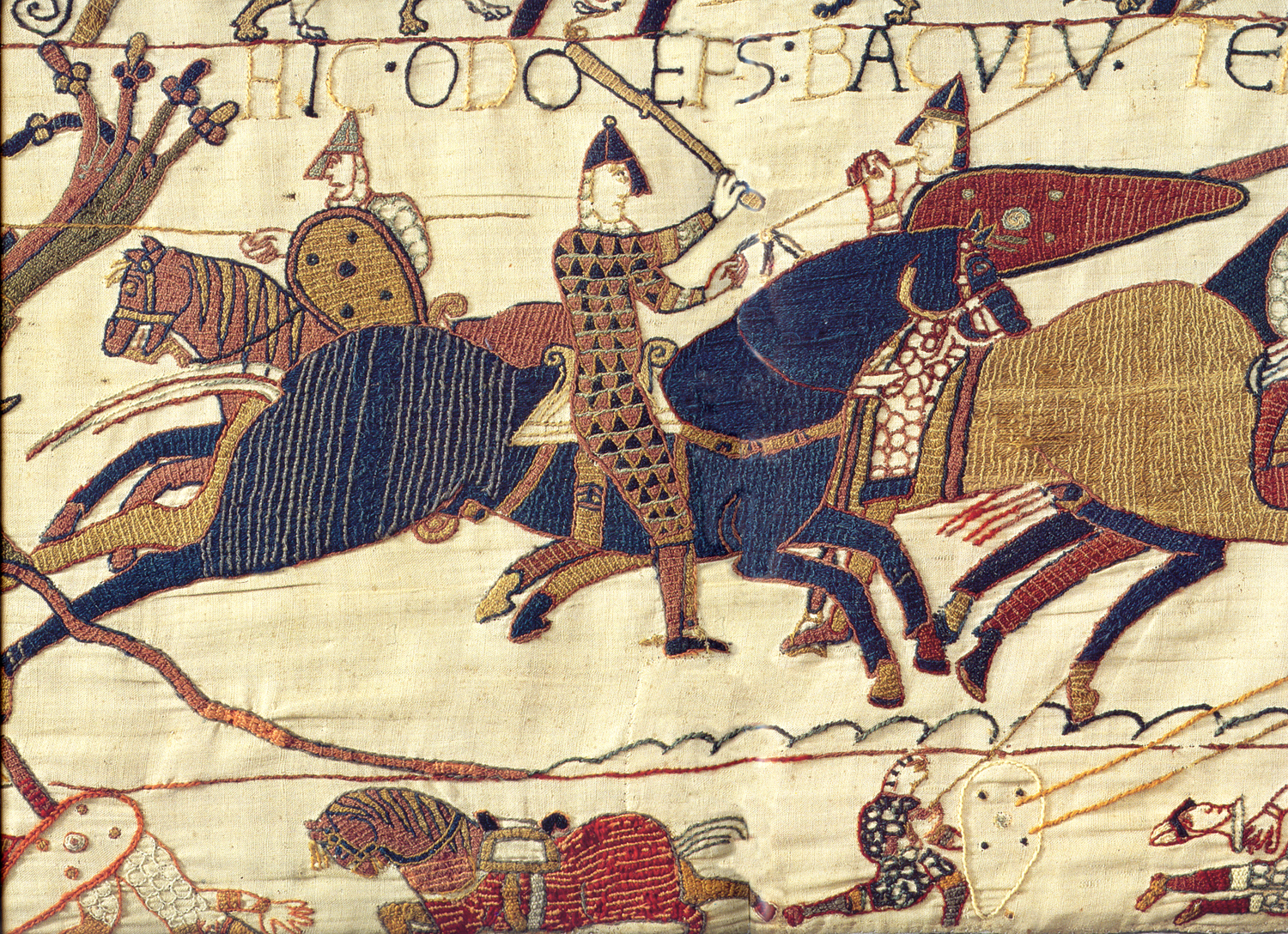
描绘巴约主教厄德（中央手持棍棒者）于1088年至1089年囚禁亨利的情景。出自巴约挂毯。

亨利很快确立起自己的伯爵地位，在诺曼底西部和布列塔尼东部广结党羽，建立起支持者网络，历史学家约翰·勒·帕图雷尔将其形容为“亨利之帮”。亨利的早期支持者有芒德维尔的罗歇、勒维耶的里夏尔、阿夫朗什的里夏尔、罗贝尔·菲茨艾蒙、神职人员索尔兹伯里的罗杰。罗贝尔试图撕毁与亨利达成的协议，重新收回科唐坦伯爵领地，但亨利根基已固，使他未能得逞。罗贝尔治理诺曼底公国，乱象丛生，亨利领地的部分地区几乎已脱离鲁昂的中央管控。
在此期间，威廉和罗贝尔似乎皆未信任亨利。待到反红发威廉的叛乱彻底平息，亨利才于1088年7月返回英格兰。亨利面见国王，却未能说服国王赐还母亲的地产，遂在秋天又返回诺曼底。然而，亨利离开期间，视他为潜在竞争对手的叔父巴约主教厄德说服罗贝尔，称亨利与红发威廉共同密谋反叛公爵。亨利登岸后，便被厄德就捉拿，囚禁在讷伊拉福雷，罗贝尔遂收回科唐坦伯爵领地。亨利在讷伊拉福雷被关押整整一冬，直到1089年春，诺曼底贵族中的高层人士说服罗贝尔释放他。
虽然亨利已不再正式担任科唐坦伯爵，但他仍继续掌控诺曼底西部。亨利的两名兄长间的争斗犹在继续。红发威廉继续镇压英格兰境内对其统治的反抗，同时与诺曼底及邻邦蓬蒂厄众贵族结成多次同盟来对抗罗贝尔。罗贝尔则与法兰西国王菲利普一世结盟。1090年底，红发威廉鼓动鲁昂一名权势颇大的市民科南·皮拉图斯反叛罗贝尔；科南得到鲁昂大部分支持，呼吁毗邻的公爵驻军也改换阵营，归附自己。
罗贝尔向自己的贵族求援，亨利于11月率先抵达鲁昂。暴力冲突随即爆发，街头混战惨烈而混乱，双方都试图掌控权鲁昂城。罗贝尔和亨利离开城堡参战，但罗贝尔旋即退去，留下亨利继续作战。战势朝着有利于公爵军队的方向发展，亨利俘虏科南。亨利对科南背叛其封建领主的行为怒不可遏。亨利命人将科南携带到鲁昂城堡的顶端，尽管科南愿意支付巨额赎金来换取自由，但亨利仍将他从城堡顶端掷下去摔死。时人认为亨利此举杀一儆百，立威得当，亨利也因在这场战斗中的英勇表现而声名远扬。

### 伏落与崛起（1091年—1099年）

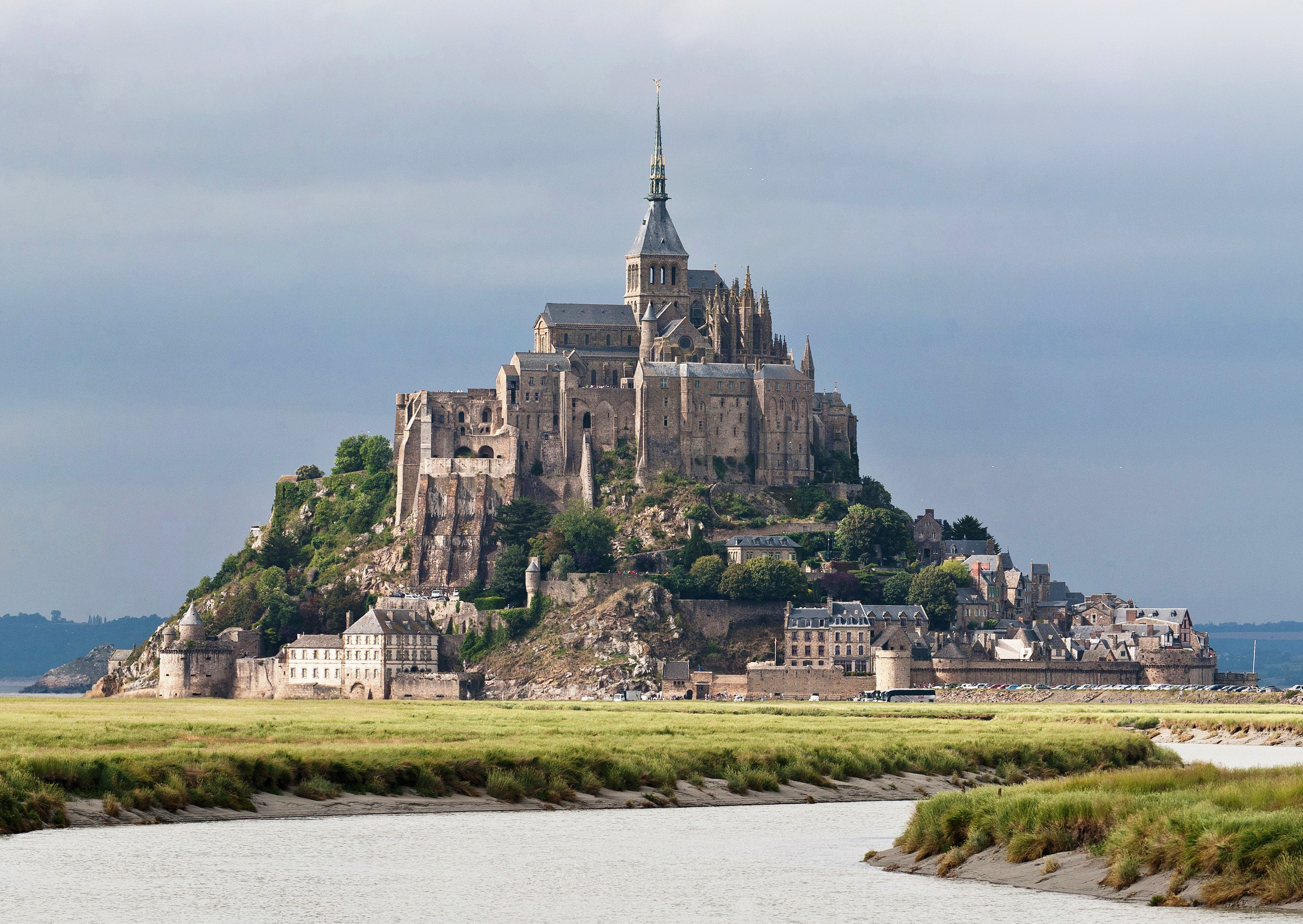
诺曼底的圣米歇尔山，1091年被围困之地

战后，罗贝尔因亨利功高震主或是其要求正式恢复科唐坦伯爵身份，而迫使他离开鲁昂。1091年初，红发威廉率大军入侵诺曼底，迫使罗贝尔坐至谈判桌前。亨利的两名兄长在鲁昂签署条约，红发威廉获得诺曼底几块土地和几座城堡。作为回报，红发威廉承诺支持罗贝尔重新夺回曾属诺曼底的曼恩伯爵领地控制权，且协助他重新掌控诺曼底公国，含亨利的领地。红发威廉与罗贝尔互相指定对方为英格兰和诺曼底的继承人，亨利在二人中任何一人在世时都不得继承。
于是亨利与两名兄长战争爆发。亨利在诺曼底西部募得雇佣兵，但随着红发威廉和罗贝尔的军队步步紧逼，他的贵族支持者网络瓦解。亨利聚集剩余兵力在圣米歇尔山，约在1091年3月遭到围困。圣米歇尔山易守难攻，但缺乏淡水。编年史家马姆斯伯里的威廉称，亨利水快要匮竭时，罗贝尔允许给弟弟提供新鲜水源，导致罗贝尔与红发威廉起争执。围攻最后几日的情况并不清楚：围攻者已起争论，商讨战役的后续战略，但亨利放弃圣米歇尔山，或许是协商投降的部分举措。亨利遂往布列塔尼，继而进入法兰西境内。
亨利后续行迹缺乏详细文献记载；编年史家奥德里克·维塔利斯称，他率一小队追随者在法兰西韦克桑、沿诺曼底边境游历一年多。1091年底，罗贝尔和红发威廉复生嫌隙，《鲁昂条约》遂遭废弃。1092年，亨利与其追随者夺取诺曼底的栋夫龙镇。此前栋夫龙由贝莱姆的罗贝尔控制，但当地居民厌恶他的统治，邀请亨利接管，亨利遂不费一兵一卒实现接管。此后两年，亨利在诺曼底西部重新激活起自己的支持者网络，朱迪思·格林将其称为“候补宫廷”。至1094年，亨利如自己就是诺曼底公爵一般，分配土地和城堡给自己追随者。红发威廉用钱财资助亨利，鼓励他对抗罗贝尔，亨利动用部分钱财在栋夫龙修建一座大型城堡。
1094年，红发威廉渡海登陆诺曼底，向罗贝尔开战，战事受阻时，求亨利相助。亨利做出回应，却前赴伦敦，未有奔赴诺曼底更东部的主战场。亨利没有奔赴主战场，可能是应国王的要求，国王最终放弃战事，折返英格兰。此后数年，亨利似乎在诺曼底西部巩固自己的权力根基，偶尔也会前赴英格兰，现身红发威廉的宫廷。1095年，教宗乌尔巴诺二世发起第一次十字军东征，号召欧洲各地骑士参加。罗贝尔加入十字军，为此向红发威廉借钱，将自己所拥有的那部分诺曼底公国领地临时交由国王监护来交换。国王似乎有信心从罗贝尔手中重新夺回诺曼底剩余部分，而亨利与红发威廉也益显亲近。弟兄二人于1097年至1098年间在诺曼底韦克桑共同作战。

## 早期统治（1100年—1106年）

### 登上王位（1100年）

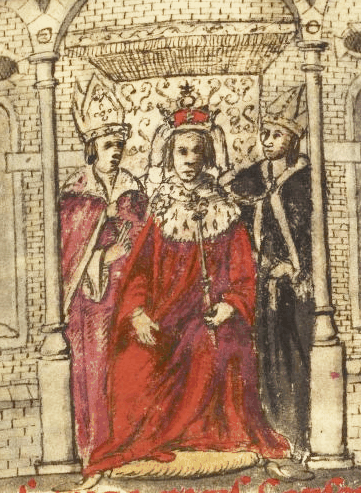
一幅17世纪描绘亨利加冕的克劳狄乌斯主教仪典书图。

1100年8月2日午后，国王红发威廉在一群猎手和包括亨利在内的诺曼贵族陪同下，前往新森林狩猎。可能是贵族戈蒂埃·蒂雷尔的一支箭射中红发威廉，致其身亡。许多阴谋论纷起，认为国王遭蓄意谋杀；不过多数现代历史学家都否认这些说法，因为狩猎本就是危险活动，此类意外事故颇为常见。事发后，现场大乱，蒂雷尔逃往法兰西，他可能是畏罪潜逃，又或是因为他遭无端指控为凶手，担心成为国王之死的替罪羊。
亨利驰往温彻斯特，众人就当下谁最有资格继承王位展开争论。布勒特伊的继尧姆力挺罗贝尔的王位继承权，彼时罗贝尔尚在国外，正自十字军东征返程，且亨利和众贵族往年都曾向罗贝尔行封臣致敬之禮。亨利辩称，自己是国王与王后在位期间所生之子，不同于罗贝尔，因此依据生于紫室权，他理应有资格继承王位。双方情绪激动，但在亨利·德博蒙和默朗的罗贝尔弟兄二人支持下，亨利占得上风，说服众贵族承认自己为君。亨利占据温彻斯特城堡，夺取王室财宝。
8月5日，伦敦主教莫里斯在威斯敏斯特修道院匆匆加冕亨利为国王，因为当时坎特伯雷大主教安塞尔姆遭红发威廉流放，而约克大主教托马彼时正在英格兰北部的里彭。依照英格兰传统，为使自己统治合法化，亨利颁布《加冕宪章》，列出诸多承诺。新国王将自己塑造为给这个饱受磨难的国家恢复秩序之人。亨利宣布将摒弃红发威廉对教会的政策，那些政策被神职人员视为苛政；承诺防止王室滥用贵族财产权，保证恢复告解者爱德华时期较为温和的习惯法；亨利宣称将在英格兰全境“确立稳固的和平”，下令“此后务必维持这一和平”。
除既有支持者（其中许多人获丰厚回报，得到新土地）外，亨利迅速将许多现任行政人员吸纳进自己的新王室内廷。红发威廉的御前大臣继尧姆·吉法尔受任命为温彻斯特主教，而颇有名望的治安官乌尔斯·达贝特、管家海莫、罗贝尔·菲茨艾蒙继续在政府中担任要职。反观前朝关键人物、不得人心的达勒姆主教雷纳夫·弗朗巴尔因被控贪污腐败遭囚禁在伦敦塔。已故国王留下许多教会职位空缺，亨利着手提名候选人填补这些空缺，力求为自己的新政府进一步争取支持。任命教会人员需要举行祝圣仪式，亨利遂致信安塞尔姆，为大主教尚在法兰西时自己就加冕一事致歉，邀请他即刻返回，批准自己对主教的任命。

### 与玛蒂尔达成婚（1100年）

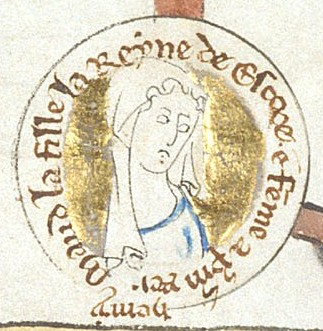
亨利首任妻子苏格兰的玛蒂尔达

1100年11月11日，亨利与苏格兰国王马尔科姆三世之女玛蒂尔达在威斯敏斯特修道院成婚。当时亨利年约31岁，不过在11世纪，贵族晚婚并不罕见。夫妇二人可能早在十年前就经索尔兹伯里主教奥斯蒙介绍认识。历史学家沃伦·霍利斯特认为，亨利与玛蒂尔达感情深厚，但二人结合无疑也有政治考量。玛蒂尔达原名伊迪丝，是盎格鲁-撒克逊名字，她是西撒克逊王室家族成员，是埃德加王子的外甥女、刚勇者埃德蒙的曾外孙女、阿尔弗雷德大帝的后裔。对亨利而言，与玛蒂尔达成婚使他的统治更具合法性；而对雄心勃勃的玛蒂尔达来说，这是她在英格兰获取高位与权力的良机。
玛蒂尔达曾在多所女修道院接受教育，极可能已发下誓愿正式成为修女，成为二人成婚的阻碍。玛蒂尔达不愿当修女，于是向安塞尔姆请求准许她与亨利结婚，大主教遂在兰柏宫召集会议来裁判此事。尽管有些反对意见，但会议最终裁定，尽管玛蒂尔达曾生活在女修道院，但实际上并未成为修女，因此可以自由成婚，安塞尔姆认可这一裁判，允准夫妇二人成婚。事实证明，玛蒂尔达是亨利的得力王后，她偶尔在英格兰担任摄政，主持并参与议会事务，还大力支持艺术发展。夫妇二人很快育有两个孩子，女儿玛蒂尔达在1102年出生，儿子威廉·阿德林在1103年出生；夫妇二人可能还育有次子理查德，但他幼年夭折。生完孩子后，玛蒂尔达出于宗教原因，或是因为乐于参与王室政务，更愿意留驻威斯敏斯特，而亨利则穿梭于英格兰与诺曼底之间。
亨利性欲旺盛，有很多性伴侣，育有许多非婚生子女，至少九子十三女，其中许多子女获他承认，受他抚养。未婚的盎格鲁-诺曼贵族与妓女及当地女子发生性关系，本是常事，世人也容许国王有情妇。部分婚外情关系发生在亨利结婚前，但更多关系发生在他与玛蒂尔达成婚后。亨利的情妇出身背景各异，而且婚外情关系似乎开展得相对公开。亨利可能出于政治目的选择部分贵族情妇，但支持这一说法的证据有限。

### 《奥尔顿条约》（1101年—1102年）

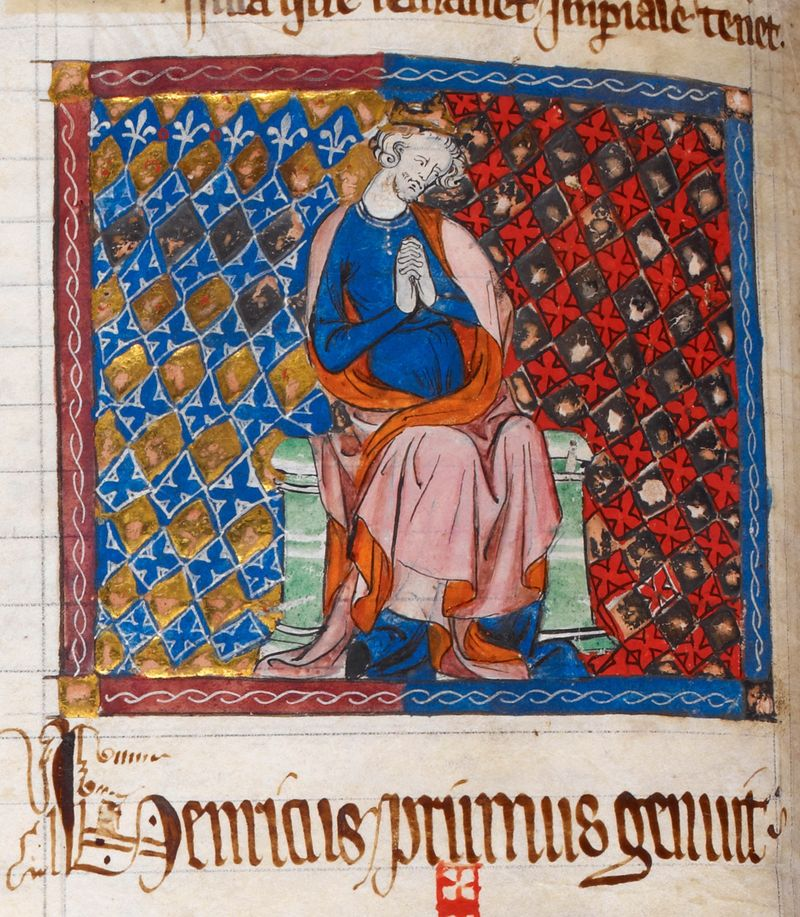
一幅14世纪早期描绘亨利的画作

至1101年初，亨利的新政权已稳固建立，开始运转，但许多盎格鲁-诺曼精英仍支持他兄长罗贝尔，或者只要罗贝尔有望在英格兰掌权，他们就准备易主而事。2月，雷纳夫·弗朗巴尔从伦敦塔越狱，渡海至诺曼底，为罗贝尔动员入侵兵力的行动注入新方向和动力。至7月，罗贝尔已组建起一支军队、一支舰队，准备举兵进攻英格兰对抗亨利。亨利遂在冲突中加大赌注，没收弗朗巴尔的土地，在安塞尔姆支持下免去他的主教职位。国王于4月、6月在宫廷举行受觐礼，众贵族重申对他效忠的誓言，但他们的支持似乎仍有所保留且不牢靠。
入侵迫在眉睫，亨利在佩文西城外集结自己的兵力和舰队，佩文西靠近罗贝尔预计登陆的地点，亨利还亲自训练部分士卒如何应对骑兵冲锋。尽管有大量英格兰应征兵员及需向教会服兵役的骑士前来，但许多贵族并未现身。安塞尔姆劝说部分心存疑虑者，强调忠于亨利对宗教很重要。7月20日，罗贝尔出人意料的率领几百人小规模兵力在朴次茅斯沿海更靠北处登陆，但英格兰许多贵族旋即与他的队伍会合。罗贝尔没有直取附近的温彻斯特以夺取亨利的财宝，而是驻足不前，使亨利有时间向西行军，拦截入侵兵力。
两支军队在汉普郡奥尔顿相遇，旋即开启和平谈判，可能由亨利或罗贝尔发起，且可能得到雷纳夫·弗朗巴尔支持。兄弟二人遂达成《奥尔顿条约》，依据《奥尔顿条约》，罗贝尔解除亨利的效忠誓言，承认亨利为英格兰国王；亨利放弃除栋夫龙外对诺曼底西部的领土所有权，同意每年向罗贝尔支付2,000英镑的终身年金；若兄弟二人中任何一人死时没有男性继承人，另一人将继承其土地；因支持对方而土地遭国王或公爵没收的贵族，其土地将予归还，弗朗巴尔将复职担任达勒姆主教；兄弟二人将共同作战，捍卫二人在诺曼底的领土。罗贝尔在英格兰与亨利共处几个月，而后返回诺曼底。
尽管有《奥尔顿条约》，亨利仍对入侵期间与自己作对的贵族施以严惩。萨里伯爵继尧姆·德瓦雷讷受指控犯有新罪，所犯新罪不在奥尔顿大赦范围内，遂遭逐出英格兰。1102年，亨利转而对付最有权势的贵族贝莱姆的罗贝尔及他弟弟，指控他们犯有45项不同罪行。罗贝尔逃脱，举兵对抗亨利。亨利围攻罗贝尔位于阿伦德尔、蒂克希尔、什鲁斯伯里的城堡，南下西进，进攻布里奇诺斯。罗贝尔在英格兰的权力根基瓦解，遂接受亨利的流放提议，离开英格兰，前赴诺曼底。

### 征服诺曼底（1103年—1106年）

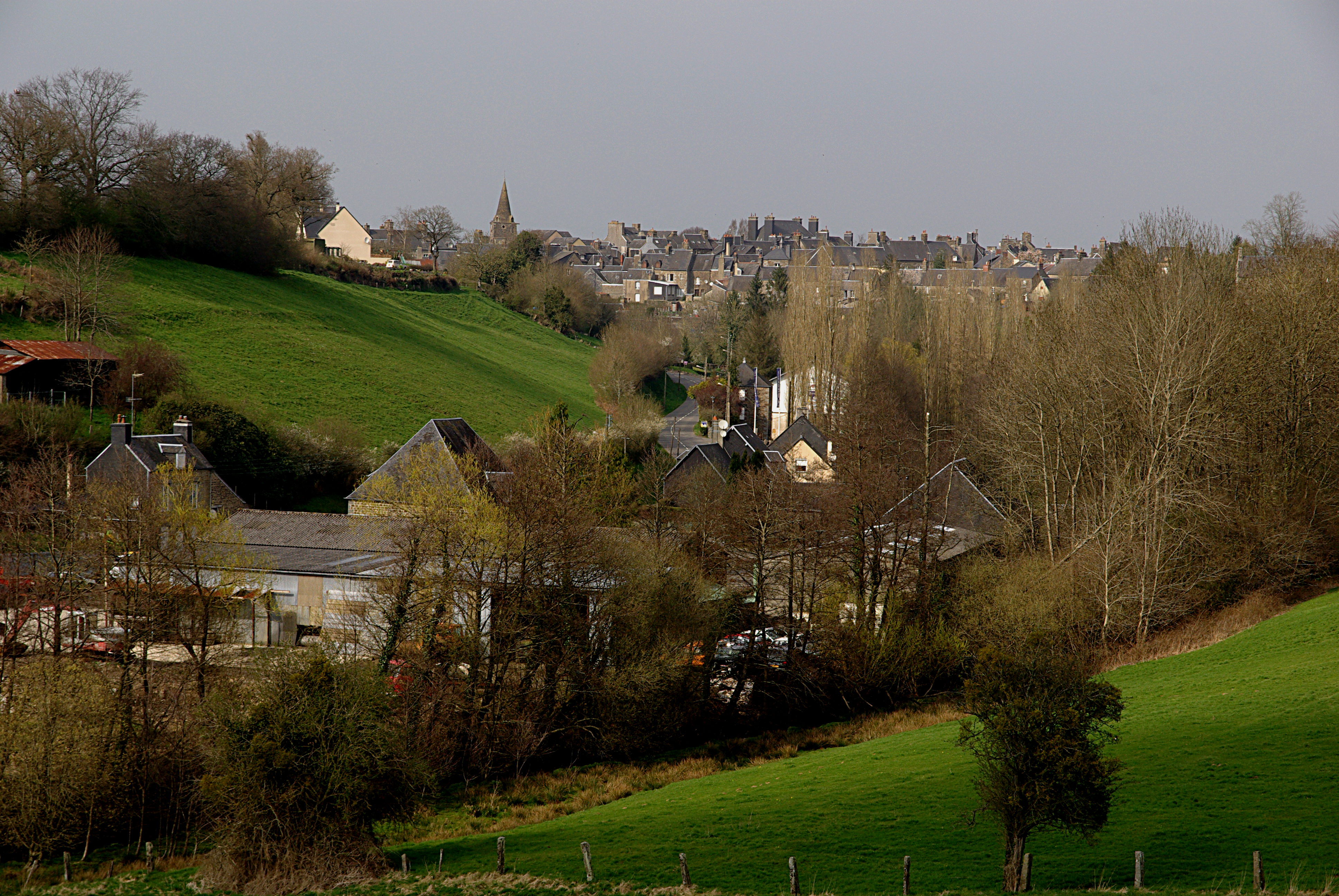
2008年诺曼底的坦什布赖村；1106年坦什布赖战役的发生地

1103年间，亨利在诺曼底的盟友网络变得更为强大。亨利安排自己的两名非婚生女朱莉安娜和玛蒂尔达分别与布雷特伊的厄斯塔什和佩尔什伯爵罗特鲁三世成婚，后一桩联姻稳固诺曼底边境。亨利试图拉拢其他诺曼贵族成员，将英格兰其他地产及赚钱机会给予几位关键诺曼领主。公爵罗贝尔继续与贝莱姆的罗贝尔交战，但公爵处境愈发艰难，至1104年时，他不得不正式与贝莱姆结盟以求生存。国王以公爵违反《奥尔顿条约》条款为由，渡海至栋夫龙，会见诺曼底各地渴望与他结盟的高级贵族。亨利面斥公爵，指责他与自己的敌人勾结，随后返回英格兰。
诺曼底愈发陷入混乱。1105年，亨利派自己朋友罗贝尔·菲茨艾蒙率一队骑士进入诺曼底公国，此举显然为挑衅公爵罗贝尔。公爵罗贝尔擒拿菲茨艾蒙，亨利以此为借口入侵诺曼底，承诺恢复和平与秩序。亨利得到诺曼底周边大多数邻郡伯爵支持，还说服法兰西国王菲利普保持中立。亨利占领诺曼底西部，东进至巴约，以解救囚禁于此的菲茨艾蒙。巴约城拒绝投降，亨利便对其围攻，最后焚城将其付之一炬。卡昂镇害怕遭遇同样命运，易帜投降，亨利得以进逼卡尔瓦多斯法莱斯，经过一番苦战，拿下法莱斯。国王征战受阻，遂转而与罗贝尔开启和平谈判。谈判无果，战事迁延到圣诞节，亨利才返回英格兰。
1106年7月，亨利再次入侵诺曼底，决意挑起决战。亨利初期取得若干战术胜利后，转往西南，朝坦什布赖城堡进发。亨利围攻坦什布赖城堡，公爵罗贝尔得贝莱姆的罗贝尔支持，自法莱斯前来解围。谈判无果后，坦什布赖战役约于9月28日打响。坦什布赖战役历时大约一个小时，先是公爵罗贝尔的骑兵发起冲锋，随后双方步兵及下马骑士都投入战斗。曼恩伯爵埃利一世和布列塔尼公爵阿兰四世统率亨利的后备军攻击敌军侧翼，先是击溃贝莱姆的军队，继而大破公爵主力。公爵罗贝尔被俘，但贝莱姆逃脱。
亨利肃清诺曼底剩余抵抗，公爵罗贝尔命令自己最后的守军投降。亨利抵达鲁昂，重申诺曼底的法律和习惯法，接受主要贵族和市民效忠宣誓。在坦什布赖被俘的低级囚犯获释，但公爵和莫尔坦伯爵威廉等几位主要贵族遭无限期囚禁。公爵的儿子威廉·克利托当时年仅三岁，交给诺曼贵族圣桑斯的埃利亚斯照料。亨利与贝莱姆的罗贝尔达成和解，贝莱姆归还所夺公国土地，重新回到王室宫廷。亨利无法依合法途径褫夺兄长的诺曼底公国，起初他全然避免使用“公爵”头衔，强调自己身为英格兰国王，只是充当多灾多难的诺曼底公国监护人而已。

## 政府、家族、王室

### 政府、法律、宫廷
亨利从红发威廉处继承英格兰王国，由此对威尔士和苏格兰享有宗主权，后又夺取诺曼底公国，诺曼底公国情形复杂，边境多有纷争。亨利在位期间，英格兰与苏格兰的边界仍未确定，盎格鲁-诺曼的影响越过坎布里亚向北推进，但他与苏格兰国王戴维一世关系大体尚佳，这部分得益于亨利与他姐姐的婚姻，及亨利的私生女西比勒与戴维兄长苏格兰国王亚历山大一世的婚姻。在威尔士，亨利运用权力威逼利诱当地威尔士王公，而诺曼边疆贵族则不断向南威尔士山谷推进拓展。诺曼底凭借公爵、教会、家族间相互交织的人脉网络加以掌控，边界沿线重要公国城堡不断增多，也为诺曼底凭恃。与诺曼底边境毗邻的诸多伯国建立同盟及关系，对维持诺曼底公国稳定尤为关键。
亨利通过英格兰及诺曼底的贵族与领主施行统治，他巧妙操纵英格兰及诺曼底的贵族与领主以达到政治目的。12世纪时，被称作“amicitia”（拉丁语，意为友谊）的政治友谊颇为重要，亨利广结此类情谊，必要时在其王国内不同派别的朋友间斡旋，奖赏对他忠心耿耿者。亨利也因惩罚忤逆自己的贵族而闻名，维持着一个有效的告密者与间谍网络，以便他们向他汇报各类事件。亨利是严厉、强硬的统治者，但依照当时标准来看，并非过分严苛。随着时日推移，亨利对贵族的掌控程度渐增，清除异己，扶持亲信，直至如历史学家沃伦·霍利斯特所述的“重塑后的贵族阶层”多是忠诚于国王且仰赖于国王者。
亨利的巡回王室宫廷包含几个部分。核心是亨利的内廷，被称作“domus”（住处）；范围更广的群体被称为“familia regis”（御前重臣），而宫廷正式集会则被称作“curia”（御前会议）。“domus”又分为若干部分。礼拜堂由御前大臣掌管，负责管理王室文件；议事厅处理财务事宜；大元帅掌管出行和住宿安排。“familia regis”包含亨利的王室骑兵卫队，人数多达数百人，他们出身社会各阶层，可依据需要调遣到英格兰和诺曼底各地。起初，亨利延续父亲在“curia”定期举行加冕仪式的惯例，但随着时间流逝，此类仪式变得不那么频繁。亨利的宫廷奢华而恢宏，出资营建诸多大型新建筑与城堡，陈列众多珍贵礼品，包括他蓄养在伍德斯托克宫的异国珍奇异兽。尽管宫廷生气勃勃，但相较于前朝诸国王的宫廷，亨利的宫廷管控更为严格。严格规定约束个人行为，禁止宫廷成员劫掠周边村庄，而此等行径在红发威廉在位时期乃寻常之事。
亨利大力扩充王室司法制度。在英格兰，亨利借鉴既有的盎格鲁-撒克逊司法、地方政府、税收制度，通过增设更多中央政府机构来强化这一制度。索尔兹伯里的罗杰在1110年后着手发展王室财政署，借此收取并审计各郡治安官上缴国王的财政收入。巡回法官在亨利在位时期开始出现，巡游全国各地管理巡回法庭，更多法律也被正式记录在案。亨利借扩充王室司法制度，自罚款及各类费用中获取的财政收入日益增多。现存已知最早的《财政署卷档》可追溯至1130年，用于记录王室各项开支。亨利在1107年、1108年、1125年改革币制，对被查实犯有降低货币成色的英格兰铸币匠施以严酷肉刑。在诺曼底，亨利在1106年后借一批诺曼法官及类似英格兰的财政署制度恢复当地法律和秩序。亨利统治下，诺曼底各类机构规模与职能范围都有所拓展，不过进度不及英格兰。许多运作亨利这套制度的官员被称作“新人”，他们出身相对低微，凭借行政管理、司法处理或王室财政收入管理等工作逐步晋升。

### 与教会的关系

#### 教会与国王

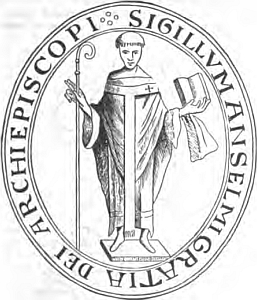
坎特伯雷大主教安塞尔姆的印章

亨利的统治能力与教会紧密相连，教会是英格兰和诺曼底两国行政管理的关键所在，政教关系在他在位期间变化颇大。征服者威廉在坎特伯雷大主教兰弗朗克支持下改革英格兰教会，兰弗朗克遂成国王的亲密同僚和顾问。至红发威廉在位时期，此种安排瓦解，国王与大主教安塞尔姆交恶，安塞尔姆被遭流放。亨利也同样支持教会改革，但他在英格兰掌权后，旋即卷入叙任权斗争。
此争议关乎应由谁授予新主教权杖与戒指：传统上，此项任务由国王执行，以此作为王室权力的象征展示，但教宗乌尔巴诺二世在1099年谴责此举，辩称唯有教宗才能执行此项任务，宣称神职人员不应向当地世俗统治者宣誓效忠。1100年，安塞尔姆自流放地返归英格兰，听闻乌尔巴诺的宣告后，告知亨利他将遵从教宗的意愿。亨利陷入两难境地。一方面，象征意义及宣誓效忠对亨利至关重要；另一方面，他与兄长诺曼底公爵罗贝尔争斗，需要安塞尔姆支持。
安塞尔姆坚决遵循教宗教令条文，尽管亨利试图劝他让步，许以未来王室将作妥协的模糊承诺，然而安塞尔姆不为所动。事态升级，安塞尔姆再次遭流放，亨利没收他的地产收入。安塞尔姆威胁要将亨利逐出教会，最终二人在1105年7月经协商达成解决方案。对高级神职人员的世俗权力与教会权力加以区分，据此，亨利放弃向神职人员授职的权利，但保留要求他们前来为世俗财产（他们在英格兰所拥有的土地财产）宣誓效忠的惯例。尽管存有此分歧，但二人仍紧密合作，例如联手应对1101年公爵罗贝尔的入侵，还在1102年和1108年召开重要改革宗教会议。
安塞尔姆的继任者拉乌尔·德屈尔在任时，坎特伯雷大主教与约克大主教间旷日持久的纷争爆发。坎特伯雷传统上是二者中地位较高者，长期主张约克大主教应正式承诺服从坎特伯雷大主教，但约克辩称，二者在英格兰教会内各自独立，无需作此承诺。亨利支持坎特伯雷的首要地位，以确保英格兰处于单一教会管理之下，但教宗巴斯加二世更倾向于约克的辩词。此事因亨利与约克大主教瑟斯坦的私人友谊及国王不愿此事闹到王室无法掌控的教廷而更显复杂。然而，亨利与法兰西国王路易六世争斗，需要教宗支持，遂允许瑟斯坦出席1119年的兰斯宗教会议，会上瑟斯坦获教宗祝圣，却未提及对坎特伯雷应尽的任何职责。亨利认为瑟斯坦此举违背先前承诺，于是将他逐出英格兰，直至次年国王与大主教经协商达成解决方案。
即便在叙任权之争后，亨利仍在英格兰和诺曼底新主教及大主教的选任中发挥重要作用。亨利任命许多自己的官员担任主教之职，正如历史学家马丁·布雷特所指出的，“他的部分官员几乎可以满怀绝对信心期待能戴上一顶主教冠冕”。亨利的御前大臣及王后的御前大臣出任达勒姆、赫里福德、伦敦、林肯、温彻斯特、索尔兹伯里等地主教。亨利日益倚重此类主教担任顾问，尤其倚重索尔兹伯里的罗杰，打破此前主要仰赖坎特伯雷大主教的传统。如此遂形成一个团结协作的行政团体，亨利凭借此团体，能够审慎施加影响，召集总议会商讨关键政策事宜。1125年后，此种稳定局面略有变动，彼时亨利开始将更多各类候选人引入教会高级职位，他们常具更激进的改革观点，这代人的影响在亨利死后数年仍可察觉。

#### 个人信仰与虔诚

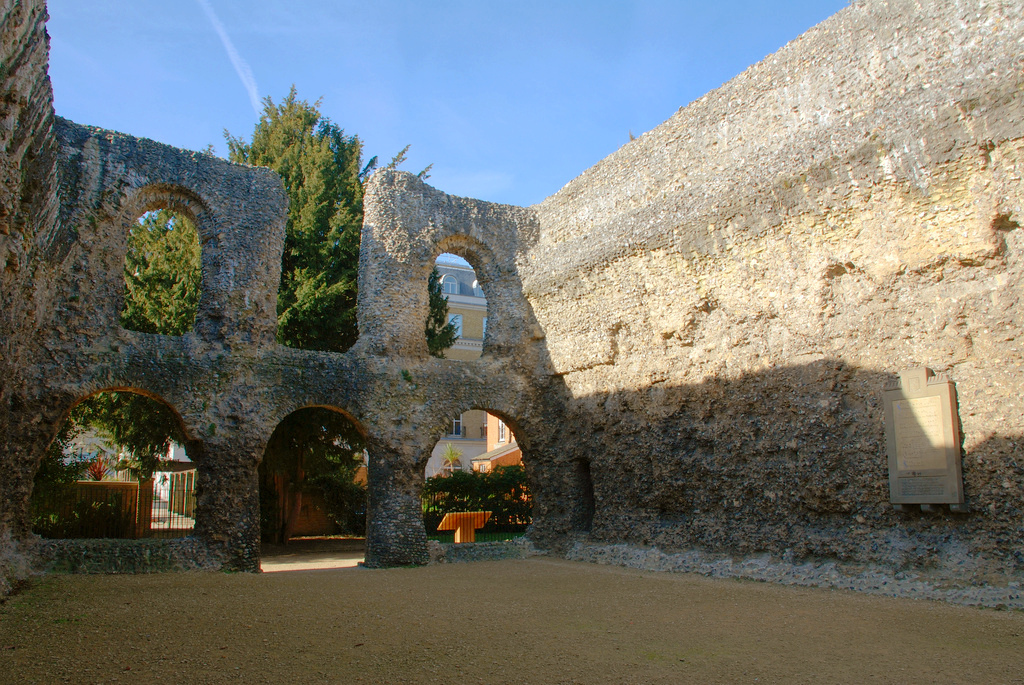
2008年时已破败的雷丁修道院的牧师会礼堂

和同时期其他统治者一样，亨利会向教会捐赠财物，资助若干宗教团体，但同时代编年史家并不认为他是格外虔诚的国王。亨利的个人信仰与虔诚或许在一生中有所发展；亨利向来关注宗教，但晚年可能对精神事务变得更为关切。如果真如此，亨利思想上的重大转变似乎发生在1120年他儿子威廉·阿德林早亡及1129年他女儿婚姻濒临破裂之后。
亨利支持宗教改革，向教会内改革派团体慷慨捐赠。亨利热衷于支持克吕尼会，这或许出于学识之故。亨利向克吕尼修道院本身捐赠钱财，且在1120年后，又慷慨资助克吕尼会的雷丁修道院。雷丁修道院始建于1121年，亨利赐予它肥沃土地和诸多特权，使其成为自己王朝世系的象征。亨利还着力推动将教士团体转变为奥斯定会修士，建立麻风病医院，增设女修道院，支持萨维尼会和蒂龙会等灵修团体。亨利热衷于收集圣物，在1118年派遣使团至君士坦丁堡收集拜占庭帝国文物，其中部分捐赠给雷丁修道院。

## 后期统治（1107年—1135年）

### 欧洲大陆及威尔士政治局势（1108年—1114年）
1108年后，诺曼底面临来自法兰西、安茹、佛兰德日益加剧的威胁。法兰西国王路易六世于1108年继承法兰西王位，旋即着手重新强化中央王权。路易要求亨利向他宣誓效忠，将诺曼底边境两座有争议的城堡交由中立的城堡主控制。亨利拒绝这一要求，路易遂兴兵以回应。经过一番争执，两位国王通过谈判达成休战协议，未动干戈而退兵，但根本问题仍未解决。安茹伯爵富尔克五世于1109年掌权，开始重建安茹的统治权威。富尔克继承曼恩伯爵领地，但拒绝承认亨利为其封建领主，反而与路易结盟。佛兰德伯爵罗贝尔二世在1111年死前，也曾短暂加入这一联盟。

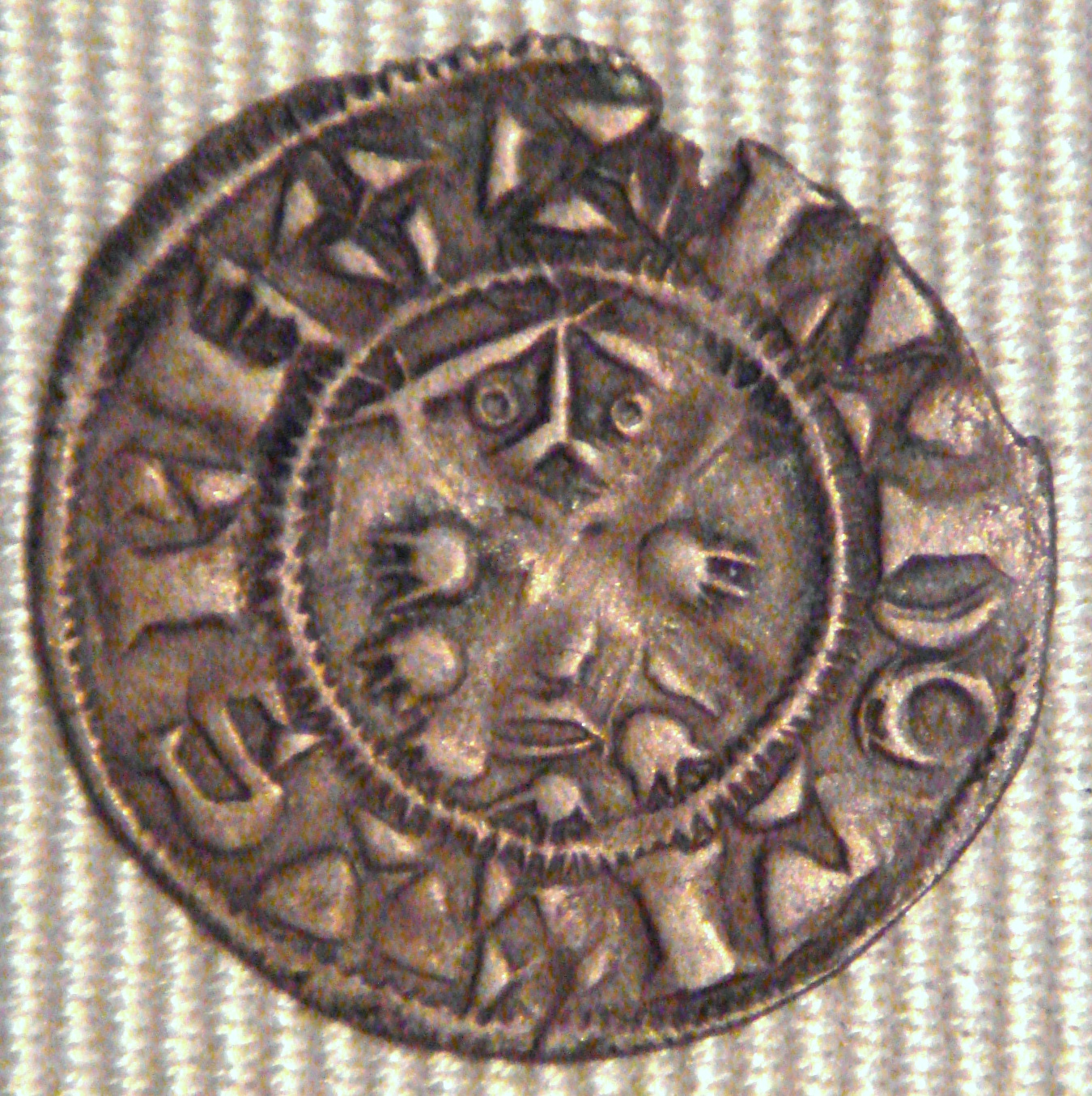
亨利的对手法兰西国王路易六世的法兰西德尼耶

1108年，亨利将自己六岁的女儿玛蒂尔达许配给未来的神圣罗马皇帝海因里希五世。对国王亨利而言，这是桩荣耀的联姻；对海因里希五世来说，这是改善财政状况、筹措意大利旅程路费的良机，因为他从英格兰和诺曼底获得6,666英镑的嫁妆。筹措这笔钱颇具挑战，英格兰需征收特别税“援助款项”，方可筹集。1110年，玛蒂尔达加冕为德意志王后。
亨利为应对法兰西与安茹的威胁，在诺曼底边境外拓展自己的支持者网络。贝莱姆的罗贝尔等他认为不可靠的诺曼贵族遭逮捕或剥夺财产，亨利用他们被没收的地产去收买邻境（尤其是曼恩）潜在盟友。1110年左右，亨利试图逮捕年幼的威廉·克利托，但威廉的监护人在他被捕前，将他转移至安全的佛兰德。大约此时，亨利可能已开始自称为诺曼底公爵。贝莱姆的罗贝尔再度与亨利反目，1112年，他以法兰西使节的新身份现身亨利的宫廷时，遭逮捕囚禁。
1111年至1113年间，法兰西与安茹叛乱迭起，亨利渡海至诺曼底，支持在叛乱中对抗路易的外甥香槟伯爵蒂博二世。为在外交上孤立路易，亨利让自己年幼儿子威廉·阿德林与富尔克的女儿玛蒂尔德订婚，将自己的非婚生女玛蒂尔达与布列塔尼公爵科南三世成婚，借此分别与安茹、布列塔尼结为同盟。路易让步，于1113年3月与亨利在日索尔附近会面，达成和平协议，将有争议的城堡划归亨利，确认亨利对曼恩、贝莱姆、布列塔尼的宗主权。
与此同时，威尔士局势渐趋恶化。1108年，亨利在南威尔士兴兵，在该地区拓展王室权力，使佛兰芒人移居彭布罗克周边地区以殖民。至1114年，部分驻于当地的诺曼领主遭到攻击，在中威尔士，欧文·阿普·卡杜根弄瞎他所扣押的政治人质，在北威尔士，格鲁菲兹·阿普·塞南威胁到切斯特伯爵阿夫朗什的里夏尔的权力。当年，亨利派遣三路军队进入威尔士，吉尔贝·菲茨里夏尔率兵力自南进兵，亨利的妻兄兼女婿苏格兰国王亚历山大一世自北施压，亨利本人则进军中威尔士。欧文与格鲁菲兹求和，亨利接受政治妥协方案。亨利委派自己任命之人强化威尔士边区，巩固边境领土。

### 叛乱（1115年—1120年）

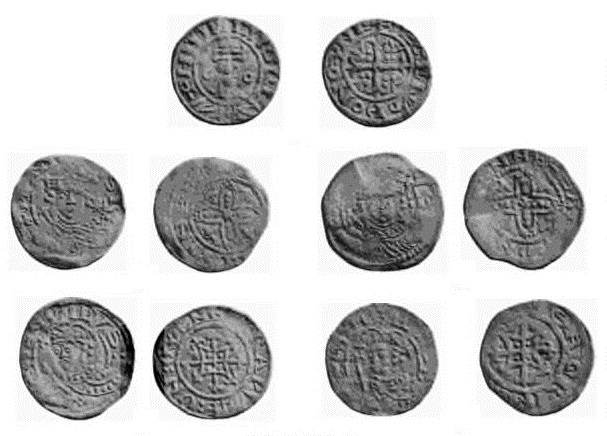
亨利一世的银便士，在牛津铸币厂铸造

亨利忧心王位继承之事，试图说服路易六世承认自己儿子威廉·阿德林为未来合法的诺曼底公爵，以儿子宣誓效忠为交换。1115年，亨利渡海至诺曼底，召集诺曼贵族宣誓效忠；他还几乎成功与路易商定和解协议，确认威廉对诺曼底公国的权利，以大笔钱财为交换条件。然而，路易在盟友佛兰德伯爵博杜安七世支持下，反而宣称他认为威廉·克利托才是诺曼底公国合法继承人。
亨利率领一支军队返回诺曼底，支援遭路易攻击的外甥布卢瓦伯爵蒂博，战争爆发。亨利与路易互相袭击对方边境城镇，范围更广的冲突在约1116年爆发。随着法兰西、佛兰芒、安茹军队开始劫掠诺曼底乡村，亨利被迫转入守势。蒙福尔的阿莫里三世等许多贵族举兵反叛亨利，且亨利自己的随从中也有人阴谋暗杀他。1118年初，亨利的妻子玛蒂尔达亡故，但诺曼底局势危急，亨利竟无法返回英格兰参加葬礼。
亨利采取应对措施，兴兵讨伐反叛的贵族，深化与蒂博的同盟。佛兰德伯爵博杜安在战斗中负伤，于1118年9月亡故，诺曼底东北部所受压力遂减。亨利试图镇压阿朗松城的叛乱，却遭富尔克及安茹军队击败。亨利被迫自阿朗松撤军后，处境急转直下，因为他的资源过度紧张，更多贵族弃他而去。1119年初，布雷特伊的厄斯塔什与亨利的女儿朱莉安娜威胁要加入贵族叛乱。双方交换人质，以求避免冲突，但关系破裂，双方都将所扣押的人质残害。亨利不顾朱莉安娜欲以弩射杀父亲之举，攻占厄尔布勒特伊镇。事后，亨利几乎没收夫妇二人在诺曼底的全部土地。
1119年5月，亨利的境况有所改善，他最终同意让威廉·阿德林与富尔克的女儿玛蒂尔德成婚，付给富尔克大笔钱财，诱使富尔克倒戈。富尔克前往黎凡特，将曼恩伯爵领地交由亨利照管，国王得以腾出手来专心剿灭剩余敌人。当年夏，亨利进军诺曼底韦克桑，遭遇路易的军队，遂爆发布雷穆勒战役。亨利似乎先派出斥候侦察，而后将自己军队精心编为数排下马骑士的队列。与亨利的兵力不同，法兰西骑士仍骑于马上；他们仓促冲击盎格鲁-诺曼军队的阵地，冲破第一道防线，却困于亨利的第二道骑士防线。遭包围后，法兰西军队开始溃败。混战中，亨利遭剑击中，幸有铠甲护身。路易和威廉·克利托逃离战场，亨利遂凯旋返回鲁昂。
布雷米勒战役过后，战争逐渐平息，当年10月，路易将诺曼底争端提交至教宗加理多二世在兰斯的宗教会议上。亨利面临法兰西对他夺取及后续治理诺曼底的诸多投诉，尽管有鲁昂大主教若弗鲁瓦为他辩护，但亨利的辩词被宗教会议中亲法派的呼声所淹没。加理多不愿支持路易，只是劝两位统治者谋求和平。蒙福尔的阿莫里与亨利达成和解，但亨利和威廉·克利托未能寻得双方皆满意的妥协方案。1120年6月，亨利和路易正式议和，条款对英格兰国王有利：威廉·阿德林向路易宣誓效忠，作为回报，路易确认威廉对诺曼底公国的权利。

### 继承危机（1120年—1124年）

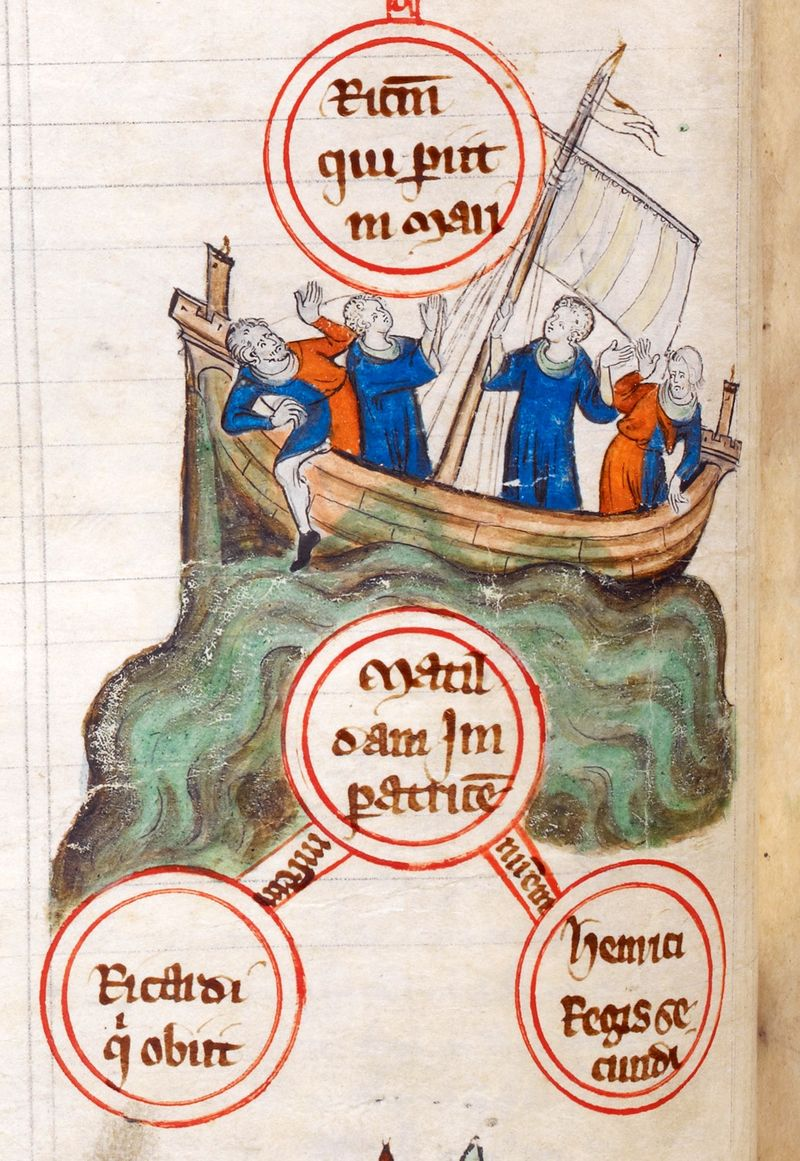
一幅14世纪早期描绘1120年11月25日“白船”在巴夫勒尔沉没的画作

1120年11月25日“白船”沉没，令亨利的继承计划陷入混乱。傍晚时分，亨利自巴夫勒尔港启程前往英格兰，留威廉·阿德林及许多宫廷年轻成员乘坐另一艘船“白船”在当晚随后跟上。船员和乘客都酩酊大醉，船刚出港口便撞上暗礁。船只沉没，多达300人丧生，唯有来自鲁昂的一名屠夫幸存。起初，亨利的宫廷侍从因害怕而不敢将威廉的死讯禀报国王。亨利最终闻此噩耗后，悲痛欲绝，瘫倒在地。
“白船”海难过后，亨利已无婚生儿子，他的侄子和外甥便成为最有可能的男性继承人。亨利宣布将与新妻子鲁汶的阿德莉萨结婚，寄希望于能再得一王子，两人于1121年1月在温莎城堡成婚。亨利选择阿德莉萨为妻，似乎是因为她容貌姣好且出身名门贵族世家。阿德莉萨似乎很喜欢亨利，常伴随他四处游历，很可能是为尽可能增加受孕生子的机会。“白船”海难又在威尔士引发新冲突，切斯特伯爵里夏尔溺水身亡，致使马勒杜德·阿普·布雷丁举兵叛乱。当年夏，亨利率军亲自出面干预北威尔士事务，尽管遭威尔士人的一支箭所伤，但这场战役再次巩固王室在该地区的权势。
亨利与安茹基于自己儿子威廉与富尔克之女玛蒂尔德结婚而建立的同盟开始瓦解。富尔克自黎凡特返回，要求亨利归还玛蒂尔德和她的嫁妆即曼恩许多地产与城堡。玛蒂尔德动身前往安茹，但亨利辩称这些嫁妆实际上原本就属于他，只是后来落入富尔克手中，因此拒绝将这些地产归还安茹。富尔克将女儿西比勒许配给威廉·克利托，还把曼恩赐予他们。冲突于是再次爆发，1123年，蒙福尔的阿莫里与富尔克结盟，在诺曼底与安茹的边境举兵叛乱。阿莫里得到数位诺曼贵族相助，为首者是亨利的旧盟友默朗的罗贝尔之子加勒朗·德博蒙。
亨利派遣格洛斯特的罗伯特和小拉努尔夫前往诺曼底，随后在1123年末亲自赶过去。亨利着手围攻叛乱者的城堡，而后在诺曼底公国过冬。1124年春，战事再启。在布特鲁尔德战役中，厄尔贝尔奈城堡主奥东·博朗率领国王之军，接获情报得知叛乱者正自博蒙勒罗歇的叛乱者基地撤离，于是他趁叛乱者穿越布鲁东纳森林时设伏。加勒朗率军向王室军队冲锋，但他的骑士遭奥东的弓箭手击退，叛乱者旋即溃败。加勒朗被俘，阿莫里逃脱。亨利肃清叛乱的剩余势力，弄瞎部分叛乱者首领的双眼（在当时，此举被视为比处决更仁慈的惩罚），收复叛乱者最后的几座城堡。亨利支付给教宗加理多大笔钱财，以求教宗以血亲结婚为由宣布威廉·克利托与西比勒的婚姻无效。

### 规划王位继承（1125年—1134年）
亨利和阿德莉萨没有生育子女，人们对此臆测纷纷，王朝的未来似乎岌岌可危。亨利可能开始在外甥或侄子中物色继承人选。亨利或许曾考虑过由布卢瓦的艾蒂安充当继承人，或许为筹备此事，他为艾蒂安安排一门有利的亲事，让他与富有的女继承人玛蒂尔德成婚。亨利的亲密盟友布卢瓦伯爵蒂博可能也觉得自己受亨利青睐。威廉·克利托是法兰西国王路易属意之人，始终与亨利作对，因此并不是合适人选。亨利或许也曾考虑过自己的非婚生子格洛斯特的罗伯特充当可能人选，但英格兰的传统习俗对此并不认可。
皇后玛蒂尔达的丈夫皇帝海因里希在1125年亡故，亨利的计划发生改变。次年，国王将女儿召回英格兰，宣布如果自己死时没有男性继承人，则由她为自己的合法继承者。1126年圣诞节，盎格鲁-诺曼众贵族齐聚威斯敏斯特，宣誓承认玛蒂尔达及她未来可能拥有的任何合法继承人。以如此方式推举一名女子为潜在继承人，颇为罕见：英格兰宫廷内仍有反对玛蒂尔达之人，路易也强烈反对她成为继承人。
1127年，佛兰德伯爵夏尔一世遭人谋杀，没有子嗣，引发当地继承危机，新冲突又起。在法兰西国王路易支持下，佛兰芒人选择威廉·克利托为新统治者。这一事态发展对诺曼底构成潜在威胁，亨利遂开始资助佛兰德的一场代理人战争，力挺威廉对手亚尔萨斯的蒂埃里对佛兰德的所有权。为破坏法兰西与威廉的联盟，亨利于1128年发兵攻入法兰西，迫使路易削减对威廉的援助。威廉在当年7月意外身亡，亨利统治的最后一大挑战者不复存在，佛兰德的战争也随之停歇。没有威廉，诺曼底贵族反对派遂无首领。与法兰西达成新和平协议后，亨利终于能够释放1123年叛乱所剩囚犯默朗的加勒朗等人，加勒朗得以重新回到王室宫廷。
与此同时，亨利重新与安茹伯爵富尔克结为同盟，此次是将玛蒂尔达许配给富尔克的长子若弗鲁瓦。夫妇二人于1127年订婚，次年成婚。亨利是否有意令若弗鲁瓦日后对英格兰或诺曼底拥有所有权，目前实难知晓，他大抵有意使女婿的地位含混不清。同理，尽管玛蒂尔达的嫁妆中有诺曼底数座城堡，但并未明确规定夫妇二人何时可以实际接管这些城堡。富尔克在1129年离开安茹前赴耶路撒冷，宣布若弗鲁瓦为安茹和曼恩伯爵。这桩婚姻并不美满，因为夫妇二人彼此没有好感，且城堡归属何方成矛盾焦点，致使玛蒂尔达在当年晚些时候返回诺曼底。亨利似乎将二人分居的责任归咎于若弗鲁瓦，但在1131年，夫妇二人重归于好。令亨利大为欣喜宽慰的是，玛蒂尔达于1133年、1134年先后诞下两个儿子亨利、若弗鲁瓦。

## 死亡与遗留

### 死亡

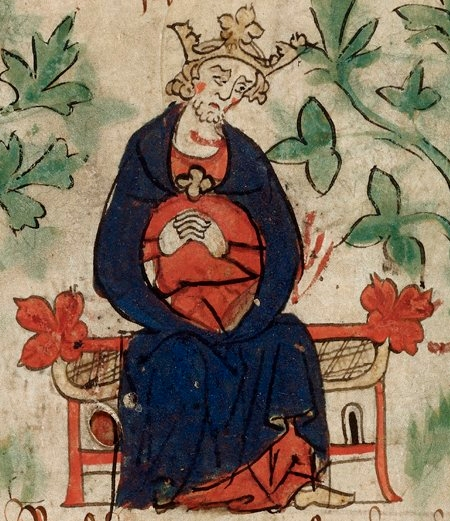
一幅14世纪早期描绘亨利为其子之死哀悼的画作

国王在位最后几年里，亨利与玛蒂尔达、若弗鲁瓦间关系日益紧张。玛蒂尔达和若弗鲁瓦怀疑自己在英格兰未得真心拥戴。1135年，二人力劝亨利在生前就将诺曼底的王室城堡移交给玛蒂尔达，坚持要求诺曼贵族即刻向她宣誓效忠，以便夫妇二人在亨利死后地位能更巩固。亨利愤然拒绝这一要求，很可能担心若弗鲁瓦会试图夺取诺曼底的权柄。诺曼底南部的贵族在蓬蒂厄伯爵继尧姆三世带领下再次掀起叛乱，若弗鲁瓦和玛蒂尔达随即出兵支持叛乱者。
亨利在整个秋季都在四处征战，巩固南部边境，11月，前往里昂斯拉福雷打猎，彼时身体看上去依然健康。然而亨利却突然病倒，据编年史家亨廷顿的亨利记载，亨利不顾医生建议，食用七鳃鳗过量。随后一周里，亨利病情不断恶化。意识到自己大限将至时，亨利向神父告罪，召见鲁昂大主教亚眠的于格，格洛斯特的罗伯特及其他宫廷成员也和于格一同前来。依照惯例，人们着手准备结清亨利的未偿债务，且撤销尚未执行的没收财产判决。国王于1135年12月1日亡故，他的遗体在贵族护送下运往鲁昂，作防腐处理；他的内脏埋葬在当地的普雷圣母修道院，而经过防腐处理的遗体则运往英格兰，安葬在雷丁修道院。
尽管亨利生前多有绸缪，但王位继承问题仍旧引起纷争。国王亡故的消息刚一传开，若弗鲁瓦和玛蒂尔达正在安茹，支持叛乱者对抗王室军队，王室军队中不乏格洛斯特的罗伯特等玛蒂尔达的数位支持者。许多贵族曾立誓，待已故国王妥善下葬之前，要留驻诺曼底，因而无法返回英格兰。诺曼贵族商议，欲拥立布卢瓦伯爵蒂博为国王。蒂博的弟弟布卢瓦的艾蒂安则率领自己亲随军队，自布洛涅疾渡海峡，前往英格兰。于格·比戈所证可疑，说亨利临终前已解除众贵族对玛蒂尔达的效忠誓言，艾蒂安得到弟弟温彻斯特主教布卢瓦的亨利相助，夺取英格兰政权，于12月22日加冕为英格兰国王斯蒂芬。玛蒂尔达并未放弃自己对英格兰和诺曼底的拥有权，起初向教宗意诺增爵二世申诉，抗议允许艾蒂安加冕的这一决定，继而举兵入侵英格兰，由此引发旷日持久的内战，这场内战从1135年持续到1153年，史称无政府时期。

### 史学研究

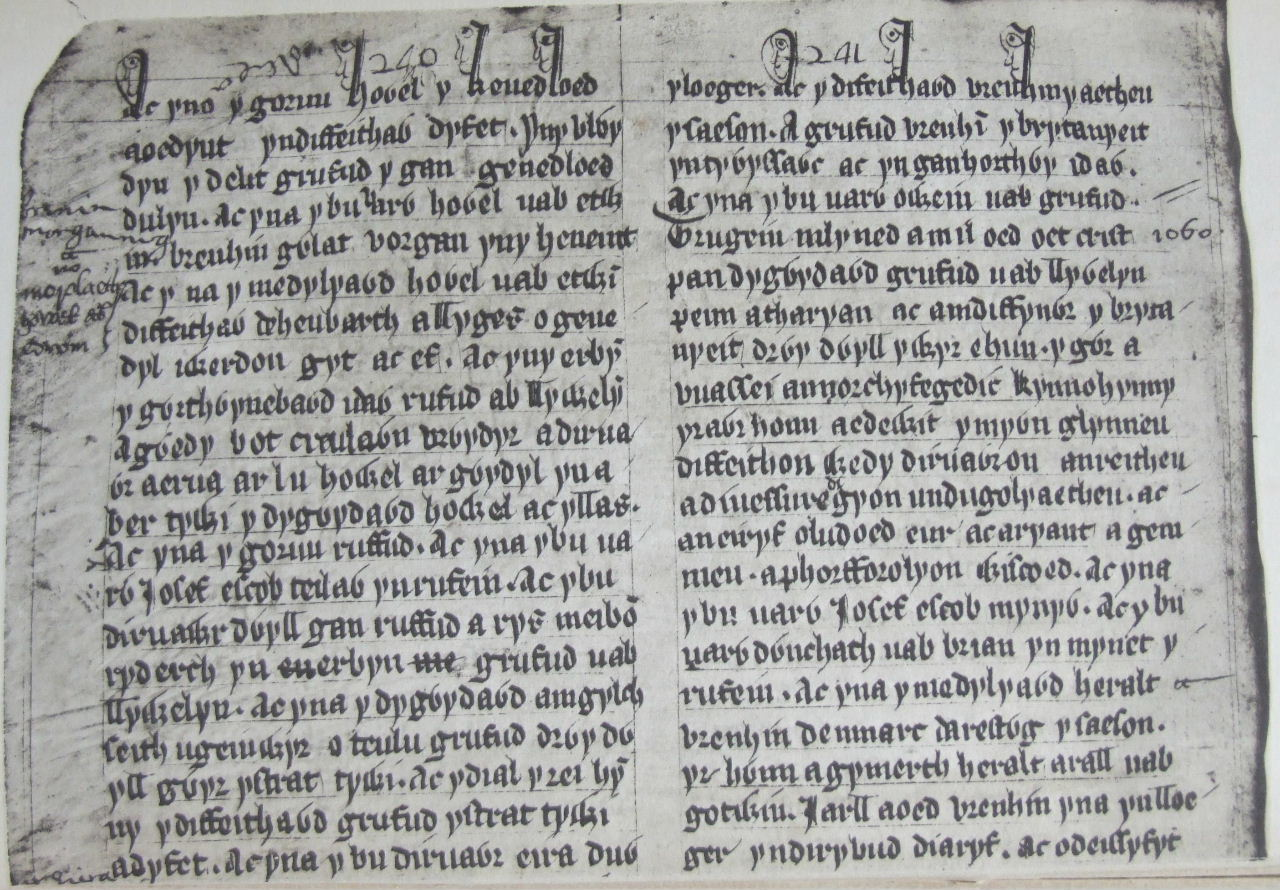
威尔士《王公编年史》的一部分，它是一种记载亨利统治时期的编年史史料

历史学家考究亨利诸事，所据史料颇丰，有编年史家的记述、诸如早期《财政署卷档》等其他文献证据、留存下来的房子与建筑等。描述亨利生平事迹的三位主要编年史家是马姆斯伯里的威廉、奥德里克·维塔利斯、亨廷顿的亨利，但他们每人都在记述中融入大量社会及道德评论，还从其他流行作品中借鉴诸多文学手法与模式化的事例。其他编年史家则有爱德玛、吟咏者休、修道院院长叙热、威尔士《王公编年史》诸作者。并非那个时期所有王室文件都留存下来，但仍有一些王室法令、特许状、令状、书信及些许早期财政记录留存于世。其中部分后经查明是伪造，还有一些遭后人修改或篡改。
中世纪晚期历史学家择取部分编年史家对亨利所受教育情况的记载，赋予亨利“儒雅者”的名号，这一说法在弗朗西斯·帕尔格雷夫、亨利·戴维斯等维多利亚时代和爱德华时代历史学家的分析中也有所体现。1929年，历史学家查尔斯·戴维驳斥这一观点，指出那些关于亨利所受教育程度的诸多夸张说法毫无根据。有关亨利的现代史学研究始于1960年代理查德·萨瑟恩的著作，随后在20世纪剩余时间里，人们对他在英格兰统治时期诸多主题展开广泛研究，不过对他在诺曼底统治的研究则数量较少。迄今只出现过两部重要的现代亨利传记，一本是2001年出版的查尔斯·沃伦·霍利斯特遗作，另一本是朱迪思·格林在2006年出版的著作。
历史学家对亨利性格的解读一直在变化。奥斯汀·普尔、理查德·萨瑟恩等早期历史学家视亨利为残忍严苛的统治者。而霍利斯特、格林等近世历史学家以更带有同情的眼光来看待他施行司法，尤其是放在当时的标准下来考量的时候，但就连格林也指出亨利“在很多方面都非常令人讨厌”，艾伦·库珀也观察到，彼时许多编年史家很可能因惧怕国王而不敢过多批评他。历史学家还争论过亨利的行政改革在多大程度上真正构成霍利斯特和约翰·鲍德温所称的系统性“行政管理上的国王身份”，亦或是他的观念从根本上依然保持传统。
亨利安葬在雷丁修道院，当地有一座十字架和一块牌匾作为标记，但16世纪解散修道院期间，雷丁修道院逐渐遭拆毁。其确切葬处已难以确定，不过目前来看，墓冢最有可能位于雷丁市中心的一个建成区内，处于昔日修道院唱诗班的旧址。2015年3月，在英格兰遗产委员会和菲利帕·兰利（她曾助力成功寻得并挖掘出理查德三世的遗骸）支持下，一项寻找亨利遗骸的计划被公布出来。

## 家庭和子女

### 婚生子女
除玛蒂尔达和威廉之外，亨利与第一任妻子苏格兰的玛蒂尔达可能还育有一个早夭的儿子理查德。亨利和第二任妻子鲁汶的阿德莉萨没有子女。

### 非婚生子女
亨利与不同情妇育有众多非婚生子女。

#### 儿子
1. 格洛斯特伯爵罗伯特·菲茨罗伊，于1090年代出生，母亲是牛津郡北部盖伊家族的一名女子[333]；
2. 理查德（英语：Richard of Lincoln (son of Henry I)），母亲是安斯弗里德，由林肯主教（英语：Bishop of Lincoln）罗贝尔·布卢埃（英语：Robert Bloet）抚养长大[334]；
3. 康沃尔伯爵（英语：Earl of Cornwall）雷金纳德·德邓斯坦维尔（英语：Reginald de Dunstanville, Earl of Cornwall），于1110年代或1120年代初期出生，母亲可能是西比拉·科比特（英语：Sybilla Corbet of Alcester）[335]；
4. 罗伯特·菲茨伊迪丝（英语：Robert fitzEdith），母亲是伊迪丝·福恩[336]；
5. 吉尔伯特·菲茨罗伊（英语：Gilbert FitzRoy），母亲可能是根特的戈捷（英语：Walter de Gant）的一位未具名的姐妹或女儿[337]；
6. 继尧姆·德特拉西，可能于1090年代出生[337]；
7. 亨利·菲茨罗伊，母亲可能是奈斯特·费尔希里斯（英语：Nest ferch Rhys）[336][註 33]；
8. 富尔克·菲茨罗伊（英语：Fulk FitzRoy），母亲可能是安斯弗里德[336]；
9. 威廉，是诺曼底的西比勒的同父同母弟弟，很可能也是雷金纳德·德邓斯坦维尔的同父同母弟弟[338]。

#### 女儿
1. 佩尔什伯爵夫人玛蒂尔达·菲茨罗伊（英语：Matilda FitzRoy, Countess of Perche）[339]；
2. 布列塔尼公爵夫人玛蒂尔达·菲茨罗伊（英语：Matilda FitzRoy, Duchess of Brittany）[339]；
3. 朱莉安娜（英语：Juliane de Fontevrault），布雷特伊的厄斯塔什的妻子，母亲可能是安斯弗里德[340]；
4. 梅布尔，继尧姆三世·古埃的妻子[341]；
5. 萨尔特河畔博蒙子爵夫人康斯坦斯[342]；
6. 爱丽丝（英语：Alice FitzRoy），蒙莫朗西领主马蒂厄（英语：Matthew I of Montmorency）的妻子[343]；
7. 伊莎贝尔，母亲是彭布罗克伯爵夫人（英语：Countess of Pembroke）伊莎贝尔·德博蒙[343]；
8. 苏格兰王后诺曼底的西比勒（英语：Sybilla of Normandy），可能在1100年之前出生[343][註 34]；
9. 蒙蒂维利耶女修道院院长玛蒂尔达·菲茨罗伊（英语：Matilda FitzRoy, Abbess of Montivilliers）[343]；
10. 贡德雷德·德邓斯坦维尔[343]；
11. （可能）罗伊斯，亨利·德拉波默莱的妻子[343][註 35]；
12. 艾玛（法语：Emma de Laval），拉瓦勒领主居伊（法语：Guy III de Laval）的妻子[344]；
13. 阿德莉萨[344]；
14. 伊丽莎白·菲茨罗伊，加洛韦领主弗格斯（英语：Fergus of Galloway）的妻子[344]；
15. （可能）法莱斯的西比尔（英语：Sibyl of Falaise）[344][註 36]。

### 先祖
| \| \| \| \| \| \| \| \| \| \| \| \| \| \| \| \| \| \| \| \| 高祖父：诺曼底公爵里夏尔一世 \| \| \| \| \| \| \| \| \| \| \| \| \| \| \| \| \| \| \| \| \| \| \| \| \| \| \| \| \| \| \| \| \| \| \| \| \| \| \| \| \| \| \| \| \| \| \| \| \| \| \| \| \| \| 曾祖父：诺曼底公爵里夏尔二世 \| \| \| \| \| \| \| \| \| \| \| \| \| \| \| \| \| \| \| \| \| \| \| \| \| \| \| \| \| \| \| \| \| \| \| \| \| \| \| \| \| \| \| \| \| \| \| \| \| \| \| \| \| \| 高祖母：贡诺拉（英语：Gunnora） \| \| \| \| \| \| \| \| \| \| \| \| \| \| \| \| \| \| \| \| \| \| \| \| \| \| \| \| \| \| \| \| \| \| \| \| \| \| \| \| \| \| \| \| \| \| \| \| \| \| \| \| \| \| 祖父：诺曼底公爵罗贝尔一世 \| \| \| \| \| \| \| \| \| \| \| \| \| \| \| \| \| \| \| \| \| \| \| \| \| \| \| \| \| \| \| \| \| \| \| \| \| \| \| \| \| \| \| \| \| \| \| \| \| \| \| \| \| \| 外高祖父：布列塔尼公爵科南一世（英语：Conan I of Rennes） \| \| \| \| \| \| \| \| \| \| \| \| \| \| \| \| \| \| \| \| \| \| \| \| \| \| \| \| \| \| \| \| \| \| \| \| \| \| \| \| \| \| \| \| \| \| \| \| \| \| \| \| \| \| 曾祖母：布列塔尼的朱迪思 \| \| \| \| \| \| \| \| \| \| \| \| \| \| \| \| \| \| \| \| \| \| \| \| \| \| \| \| \| \| \| \| \| \| \| \| \| \| \| \| \| \| \| \| \| \| \| \| \| \| \| \| \| \| 外高祖母：安茹的埃芒加尔-格尔贝格（英语：Ermengarde-Gerberga of Anjou） \| \| \| \| \| \| \| \| \| \| \| \| \| \| \| \| \| \| \| \| \| \| \| \| \| \| \| \| \| \| \| \| \| \| \| \| \| \| \| \| \| \| \| \| \| \| \| \| \| \| \| \| \| \| 父：英格兰国王威廉一世 \| \| \| \| \| \| \| \| \| \| \| \| \| \| \| \| \| \| \| \| \| \| \| \| \| \| \| \| \| \| \| \| \| \| \| \| \| \| \| \| \| \| \| \| \| \| \| \| \| \| \| \| \| \| 外曾祖父：法莱斯的菲尔贝 \| \| \| \| \| \| \| \| \| \| \| \| \| \| \| \| \| \| \| \| \| \| \| \| \| \| \| \| \| \| \| \| \| \| \| \| \| \| \| \| \| \| \| \| \| \| \| \| \| \| \| \| \| \| 祖母：埃勒瓦 \| \| \| \| \| \| \| \| \| \| \| \| \| \| \| \| \| \| \| \| \| \| \| \| \| \| \| \| \| \| \| \| \| \| \| \| \| \| \| \| \| \| \| \| \| \| \| \| \| \| \| \| \| \| 英格兰国王亨利一世 \| \| \| \| \| \| \| \| \| \| \| \| \| \| \| \| \| \| \| \| \| \| \| \| \| \| \| \| \| \| \| \| \| \| \| \| \| \| \| \| \| \| \| \| \| \| \| \| \| \| \| \| \| \| 外高祖父：弗兰德伯爵阿尔诺二世 \| \| \| \| \| \| \| \| \| \| \| \| \| \| \| \| \| \| \| \| \| \| \| \| \| \| \| \| \| \| \| \| \| \| \| \| \| \| \| \| \| \| \| \| \| \| \| \| \| \| \| \| \| \| 外曾祖父：弗兰德伯爵博杜安四世 \| \| \| \| \| \| \| \| \| \| \| \| \| \| \| \| \| \| \| \| \| \| \| \| \| \| \| \| \| \| \| \| \| \| \| \| \| \| \| \| \| \| \| \| \| \| \| \| \| \| \| \| \| \| 外高祖母：意大利的罗扎拉（英语：Rozala of Italy） \| \| \| \| \| \| \| \| \| \| \| \| \| \| \| \| \| \| \| \| \| \| \| \| \| \| \| \| \| \| \| \| \| \| \| \| \| \| \| \| \| \| \| \| \| \| \| \| \| \| \| \| \| \| 外祖父：弗兰德伯爵博杜安五世 \| \| \| \| \| \| \| \| \| \| \| \| \| \| \| \| \| \| \| \| \| \| \| \| \| \| \| \| \| \| \| \| \| \| \| \| \| \| \| \| \| \| \| \| \| \| \| \| \| \| \| \| \| \| 外高祖父：卢森堡的弗雷德里克 \| \| \| \| \| \| \| \| \| \| \| \| \| \| \| \| \| \| \| \| \| \| \| \| \| \| \| \| \| \| \| \| \| \| \| \| \| \| \| \| \| \| \| \| \| \| \| \| \| \| \| \| \| \| 外曾祖母：卢森堡的欧吉夫 \| \| \| \| \| \| \| \| \| \| \| \| \| \| \| \| \| \| \| \| \| \| \| \| \| \| \| \| \| \| \| \| \| \| \| \| \| \| \| \| \| \| \| \| \| \| \| \| \| \| \| \| \| \| 外高祖母：韦特劳的厄门特鲁德 \| \| \| \| \| \| \| \| \| \| \| \| \| \| \| \| \| \| \| \| \| \| \| \| \| \| \| \| \| \| \| \| \| \| \| \| \| \| \| \| \| \| \| \| \| \| \| \| \| \| \| \| \| \| 母：弗兰德的玛蒂尔德 \| \| \| \| \| \| \| \| \| \| \| \| \| \| \| \| \| \| \| \| \| \| \| \| \| \| \| \| \| \| \| \| \| \| \| \| \| \| \| \| \| \| \| \| \| \| \| \| \| \| \| \| \| \| 外高祖父：法兰西国王于格·卡佩 \| \| \| \| \| \| \| \| \| \| \| \| \| \| \| \| \| \| \| \| \| \| \| \| \| \| \| \| \| \| \| \| \| \| \| \| \| \| \| \| \| \| \| \| \| \| \| \| \| \| \| \| \| \| 外曾祖父：法兰西国王罗贝尔二世 \| \| \| \| \| \| \| \| \| \| \| \| \| \| \| \| \| \| \| \| \| \| \| \| \| \| \| \| \| \| \| \| \| \| \| \| \| \| \| \| \| \| \| \| \| \| \| \| \| \| \| \| \| \| 外高祖母：阿基坦的阿代拉伊德 \| \| \| \| \| \| \| \| \| \| \| \| \| \| \| \| \| \| \| \| \| \| \| \| \| \| \| \| \| \| \| \| \| \| \| \| \| \| \| \| \| \| \| \| \| \| \| \| \| \| \| \| \| \| 外祖母：伯爵夫人法兰西的阿代勒 \| \| \| \| \| \| \| \| \| \| \| \| \| \| \| \| \| \| \| \| \| \| \| \| \| \| \| \| \| \| \| \| \| \| \| \| \| \| \| \| \| \| \| \| \| \| \| \| \| \| \| \| \| \| 外高祖父：普罗旺斯伯爵继尧姆一世 \| \| \| \| \| \| \| \| \| \| \| \| \| \| \| \| \| \| \| \| \| \| \| \| \| \| \| \| \| \| \| \| \| \| \| \| \| \| \| \| \| \| \| \| \| \| \| \| \| \| \| \| \| \| 外曾祖母：阿尔勒的康斯坦丝 \| \| \| \| \| \| \| \| \| \| \| \| \| \| \| \| \| \| \| \| \| \| \| \| \| \| \| \| \| \| \| \| \| \| \| \| \| \| \| \| \| \| \| \| \| \| \| \| \| \| \| \| \| \| 外高祖母：安茹的阿代拉伊德-布朗什（英语：Adelaide-Blanche of Anjou） \| \| \| \| \| \| \| \| \| \| \| \| \| \| \| \| \| \| \| \| \| \| \| \| \| \| \| \| \| \| \| \| \| \| \| \| \| \| \| \| \| \| \| \| \| \| \| \| \| \| \| \| |                                   |  |  |  |  |  |  |  |  |  |  |  |  |  |  |  |
| |                                   |  |  |  |  |  |  |  |  |  |  |  |  |  |  |  |
| | 高祖父：诺曼底公爵里夏尔一世      |  |  |  |  |  |  |  |  |  |  |  |  |  |  |  |
| |                                   |  |  |  |  |  |  |  |  |  |  |  |  |  |  |  |
| |                                   |  |  |  |  |  |  |  |  |  |  |  |  |  |  |  |
| | 曾祖父：诺曼底公爵里夏尔二世      |  |  |  |  |  |  |  |  |  |  |  |  |  |  |  |
| |                                   |  |  |  |  |  |  |  |  |  |  |  |  |  |  |  |
| |                                   |  |  |  |  |  |  |  |  |  |  |  |  |  |  |  |
| | 高祖母：贡诺拉                    |  |  |  |  |  |  |  |  |  |  |  |  |  |  |  |
| |                                   |  |  |  |  |  |  |  |  |  |  |  |  |  |  |  |
| |                                   |  |  |  |  |  |  |  |  |  |  |  |  |  |  |  |
| | 祖父：诺曼底公爵罗贝尔一世        |  |  |  |  |  |  |  |  |  |  |  |  |  |  |  |
| |                                   |  |  |  |  |  |  |  |  |  |  |  |  |  |  |  |
| |                                   |  |  |  |  |  |  |  |  |  |  |  |  |  |  |  |
| | 外高祖父：布列塔尼公爵科南一世    |  |  |  |  |  |  |  |  |  |  |  |  |  |  |  |
| |                                   |  |  |  |  |  |  |  |  |  |  |  |  |  |  |  |
| |                                   |  |  |  |  |  |  |  |  |  |  |  |  |  |  |  |
| | 曾祖母：布列塔尼的朱迪思          |  |  |  |  |  |  |  |  |  |  |  |  |  |  |  |
| |                                   |  |  |  |  |  |  |  |  |  |  |  |  |  |  |  |
| |                                   |  |  |  |  |  |  |  |  |  |  |  |  |  |  |  |
| | 外高祖母：安茹的埃芒加尔-格尔贝格 |  |  |  |  |  |  |  |  |  |  |  |  |  |  |  |
| |                                   |  |  |  |  |  |  |  |  |  |  |  |  |  |  |  |
| |                                   |  |  |  |  |  |  |  |  |  |  |  |  |  |  |  |
| | 父：英格兰国王威廉一世            |  |  |  |  |  |  |  |  |  |  |  |  |  |  |  |
| |                                   |  |  |  |  |  |  |  |  |  |  |  |  |  |  |  |
| |                                   |  |  |  |  |  |  |  |  |  |  |  |  |  |  |  |
| | 外曾祖父：法莱斯的菲尔贝          |  |  |  |  |  |  |  |  |  |  |  |  |  |  |  |
| |                                   |  |  |  |  |  |  |  |  |  |  |  |  |  |  |  |
| |                                   |  |  |  |  |  |  |  |  |  |  |  |  |  |  |  |
| | 祖母：埃勒瓦                      |  |  |  |  |  |  |  |  |  |  |  |  |  |  |  |
| |                                   |  |  |  |  |  |  |  |  |  |  |  |  |  |  |  |
| |                                   |  |  |  |  |  |  |  |  |  |  |  |  |  |  |  |
| | 英格兰国王亨利一世                |  |  |  |  |  |  |  |  |  |  |  |  |  |  |  |
| |                                   |  |  |  |  |  |  |  |  |  |  |  |  |  |  |  |
| |                                   |  |  |  |  |  |  |  |  |  |  |  |  |  |  |  |
| | 外高祖父：弗兰德伯爵阿尔诺二世    |  |  |  |  |  |  |  |  |  |  |  |  |  |  |  |
| |                                   |  |  |  |  |  |  |  |  |  |  |  |  |  |  |  |
| |                                   |  |  |  |  |  |  |  |  |  |  |  |  |  |  |  |
| | 外曾祖父：弗兰德伯爵博杜安四世    |  |  |  |  |  |  |  |  |  |  |  |  |  |  |  |
| |                                   |  |  |  |  |  |  |  |  |  |  |  |  |  |  |  |
| |                                   |  |  |  |  |  |  |  |  |  |  |  |  |  |  |  |
| | 外高祖母：意大利的罗扎拉          |  |  |  |  |  |  |  |  |  |  |  |  |  |  |  |
| |                                   |  |  |  |  |  |  |  |  |  |  |  |  |  |  |  |
| |                                   |  |  |  |  |  |  |  |  |  |  |  |  |  |  |  |
| | 外祖父：弗兰德伯爵博杜安五世      |  |  |  |  |  |  |  |  |  |  |  |  |  |  |  |
| |                                   |  |  |  |  |  |  |  |  |  |  |  |  |  |  |  |
| |                                   |  |  |  |  |  |  |  |  |  |  |  |  |  |  |  |
| | 外高祖父：卢森堡的弗雷德里克      |  |  |  |  |  |  |  |  |  |  |  |  |  |  |  |
| |                                   |  |  |  |  |  |  |  |  |  |  |  |  |  |  |  |
| |                                   |  |  |  |  |  |  |  |  |  |  |  |  |  |  |  |
| | 外曾祖母：卢森堡的欧吉夫          |  |  |  |  |  |  |  |  |  |  |  |  |  |  |  |
| |                                   |  |  |  |  |  |  |  |  |  |  |  |  |  |  |  |
| |                                   |  |  |  |  |  |  |  |  |  |  |  |  |  |  |  |
| | 外高祖母：韦特劳的厄门特鲁德      |  |  |  |  |  |  |  |  |  |  |  |  |  |  |  |
| |                                   |  |  |  |  |  |  |  |  |  |  |  |  |  |  |  |
| |                                   |  |  |  |  |  |  |  |  |  |  |  |  |  |  |  |
| | 母：弗兰德的玛蒂尔德              |  |  |  |  |  |  |  |  |  |  |  |  |  |  |  |
| |                                   |  |  |  |  |  |  |  |  |  |  |  |  |  |  |  |
| |                                   |  |  |  |  |  |  |  |  |  |  |  |  |  |  |  |
| | 外高祖父：法兰西国王于格·卡佩     |  |  |  |  |  |  |  |  |  |  |  |  |  |  |  |
| |                                   |  |  |  |  |  |  |  |  |  |  |  |  |  |  |  |
| |                                   |  |  |  |  |  |  |  |  |  |  |  |  |  |  |  |
| | 外曾祖父：法兰西国王罗贝尔二世    |  |  |  |  |  |  |  |  |  |  |  |  |  |  |  |
| |                                   |  |  |  |  |  |  |  |  |  |  |  |  |  |  |  |
| |                                   |  |  |  |  |  |  |  |  |  |  |  |  |  |  |  |
| | 外高祖母：阿基坦的阿代拉伊德      |  |  |  |  |  |  |  |  |  |  |  |  |  |  |  |
| |                                   |  |  |  |  |  |  |  |  |  |  |  |  |  |  |  |
| |                                   |  |  |  |  |  |  |  |  |  |  |  |  |  |  |  |
| | 外祖母：伯爵夫人法兰西的阿代勒    |  |  |  |  |  |  |  |  |  |  |  |  |  |  |  |
| |                                   |  |  |  |  |  |  |  |  |  |  |  |  |  |  |  |
| |                                   |  |  |  |  |  |  |  |  |  |  |  |  |  |  |  |
| | 外高祖父：普罗旺斯伯爵继尧姆一世  |  |  |  |  |  |  |  |  |  |  |  |  |  |  |  |
| |                                   |  |  |  |  |  |  |  |  |  |  |  |  |  |  |  |
| |                                   |  |  |  |  |  |  |  |  |  |  |  |  |  |  |  |
| | 外曾祖母：阿尔勒的康斯坦丝        |  |  |  |  |  |  |  |  |  |  |  |  |  |  |  |
| |                                   |  |  |  |  |  |  |  |  |  |  |  |  |  |  |  |
| |                                   |  |  |  |  |  |  |  |  |  |  |  |  |  |  |  |
| | 外高祖母：安茹的阿代拉伊德-布朗什 |  |  |  |  |  |  |  |  |  |  |  |  |  |  |  |
| |                                   |  |  |  |  |  |  |  |  |  |  |  |  |  |  |  |
| |                                   |  |  |  |  |  |  |  |  |  |  |  |  |  |  |  |